# Alejandro Gancedo (padre)
Alejandro Gancedo (San Miguel de Tucumán, 22 de mayo de 1853 - Buenos Aires, 6 de noviembre de 1926) fue un ingeniero y político argentino. Fue el séptimo Gobernador del Territorio Nacional del Chaco, desde la Organización de los Territorios Nacionales de 1884 (Ley 1532), entre el 16 de junio de 1914 al 28 de abril de 1917.
Nacido en Tucumán, estudió en el Colegio Nacional de esa ciudad y se recibió de ingeniero en la Universidad de Buenos Aires. Se radicó en la ciudad de Santiago del Estero, donde trabajó como profesor de matemáticas. A pedido del gobierno nacional, realizó una Memoria Descriptiva de la provincia en el año 1880, con mapas y datos que posteriormente serían utilizados para el reclamo de una parte del chaco santiagueño. A fines de ese siglo presentó un proyecto de canal navegable que uniese el río Dulce con el Paraná y un proyecto de irrigación para el Territorio Nacional de Formosa. Formó parte del Instituto Geográfico Argentino.
En junio de 1914 fue designado gobernador del Territorio Nacional del Chaco por el presidente Roque Sáenz Peña; con la designación de un ingeniero que conocía la región, el presidente buscaba incorporar capacidad técnica a la gestión, que hasta entonces había sido eminentemente administrativa y policial.
Entre sus gestiones, resultó llamativo su esfuerzo por normalizar los derechos de los trabajadores de los obrajes tanineros y algodoneros, y la defensa de los derechos de los indígenas, que hasta entonces eran tenidos como poco menos que animales. Para la protección de los indígenas se apoyó en la labor de las misiones de los franciscanos, en particular a la reducción de Napalpí; se valió de estos indígenas para la construcción de una ruta entre la actual ciudad de Presidencia Roque Sáenz Peña y el río Bermejo, a través del Impenetrable.
Mejoró la capacitación y multiplicó los destacamentos de la policía, mejorando la vigilancia contra el cuatrerismo y los crímenes.
Dejó su cargo el 28 de abril de 1917. Dedicó sus últimos años a viajar por el extranjero y participar en diversas instituciones, entre ellas la Sociedad Astronómica de París. Brindó numerosas conferencias y publicó algunos trabajos. Falleció en Buenos Aires a los 73 años de edad.
Su hijo Alejandro fue diplomático, funcionario, historiador, paleontólogo y escritor.
La localidad de Gancedo, en la provincia del Chaco, lleva su nombre.